# Joël Smets
Joël Smets (Mol, 6 april 1969) is een Belgische voormalige motorcrosser. 

## Levensloop
Op 17-jarige leeftijd kreeg hij van zijn oom een crossmotor. In 1986 werd hij lid van de BLM (nu VLM) en al snel maakte hij de overstap naar de GP-wereld. Zijn GP-debuut was in 1989 in Valkenswaard, Nederland. Sindsdien verscheen hij 168 keer aan de start van een GP. Zijn laatste niet-kwalificatie voor een GP dateert van 1990, in Namen. 
Met 57 GP-overwinningen staat Smets op de vierde plaats qua GP-overwinningen, na Jeffrey Herlings, Stefan Everts en Antonio Cairoli.
Bij de uitreiking van de Sportpersoonlijkheid 2005 kreeg hij ook een Lifetime Achievement Award toegekend.
Eind 2006 stopte Joël Smets met motorcrosswedstrijden. In 2007 deed hij mee aan de Dakar-rally. In de auto was hij navigator van Jacky Loomans. Hij eindigde als 29e algemeen. Op 4 december 2010 nam Joël deel aan de veldrit in Mol voor het goede doel. Ook was hij actief als bondscoach bij de BMB, een functie die hij uitoefende tot 2017.
Hij is getrouwd, heeft twee kinderen en woont in Witgoor (Dessel). Zijn bijnaam was De Vlaamse Leeuw.

## Palmares

### Kampioenschappen
Joël Smets werd 5x Wereldkampioen en 6x Belgisch Kampioen.
- 1995 - Wereldkampioen 500cc, Belgisch Kampioen en Motocross der Naties (MXDN) in Sverepec (Slowakije)
- 1996 - Belgisch Kampioen
- 1997 - Wereldkampioen 500cc, Belgisch Kampioen en Motocross der Naties in Nismes (België)
- 1998 - Wereldkampioen 500cc, ISDE-enduro in Australië
- 2000 - Wereldkampioen 500cc en Belgisch Kampioen
- 2002 - Belgisch Kampioen
- 2003 - Wereldkampioen MX3, Belgisch Kampioen

| 1            | 1993       | Duitsland          | Teutschenthal        |
| 2            | 1994       | Oostenrijk         | Sittendorf           |
| 3            | 1994       | Duitsland          | Holzgerlingen        |
| 4            | 1995       | Tsjechië           | Loket                |
| 5            | 1995       | Frankrijk          | Saint-Jean-d'Angély  |
| 6            | 1995       | Duitsland          | Reutlingen           |
| 7            | 1995       | Portugal           | Arganil              |
| 8            | 1995       | Zwitserland        | Wohlen               |
| 9            | 1996       | Frankrijk          | Plomion              |
| 10           | 1996       | Slowakije          | Považská Bystrica    |
| 11           | 1997       | Groot-Brittannië   | Hawkstone Park       |
| 12           | 1997       | Nederland          | Halle                |
| 13           | 1997       | Zweden             | Uddevalla            |
| 14           | 1997       | Zwitserland        | Payerne              |
| 15           | 1998       | Tsjechië           | Loket                |
| 16           | 1998       | Finland            | Ruskeasanta          |
| 17           | 1998       | Frankrijk          | Ernée                |
| 18           | 1998       | Nederland          | Rhenen               |
| 19           | 1998       | Duitsland          | Wächtersbach         |
| 20           | 1999       | Spanje             | Osuna                |
| 21           | 1999       | Slowakije          | Lučenec              |
| 22           | 1999       | Zweden             | Uddevalla            |
| 23           | 1999       | Nederland          | Lierop               |
| 24           | 2000       | Australië          | Broadford            |
| 25           | 2000       | Italië             | Castiglione del Lago |
| 26           | 2000       | Spanje             | Osuna                |
| 27           | 2000       | Europa (België)    | Spa-Francorchamps    |
| 28           | 2000       | Zweden             | Tibro                |
| 29           | 2000       | Frankrijk          | Iffendic             |
| 30           | 2000       | België             | Kester               |
| 31           | 2000       | Groot-Brittannië   | Culham               |
| 32           | 2000       | Duitsland          | Fürstlich Drehna     |
| 33           | 2000       | Vlaanderen         | Grobbendonk          |
| 34           | 2000       | Wallonië           | Namen                |
| 35           | 2000       | Nederland          | Halle                |
| 36           | 2001       | Nederland          | Valkenswaard         |
| 37           | 2001       | Europa (Duitsland) | Teutschenthal        |
| 38           | 2001       | Duitsland          | Gaildorf             |
| 39           | 2001       | Nederland          | Lierop               |
| 40           | 2001       | Italië             | Castiglione del Lago |
| 41           | 2001       | Oostenrijk         | Kärntenring          |
| 42           | 2002       | Nederland          | Valkenswaard         |
| 43           | 2002       | Spanje             | Bellpuig             |
| 44           | 2002       | Bulgarije          | Sevlievo             |
| 45           | 2002       | België             | Genk                 |
| 46           | 2002       | Duitsland          | Gaildorf             |
| 47           | 2002       | Tsjechië           | Loket                |
| 650cc-klasse |            |                    |                      |
| 48           | 2003       | Spanje             | Bellpuig             |
| 49           | 2003       | Nederland          | Valkenswaard         |
| 50           | 04-05-2003 | Duitsland          | Teutschenthal        |
| 51           | 2003       | Italië             | Montevarchi          |
| 52           | 2003       | Bulgarije          | Sevlievo             |
| 53           | 2003       | Oostenrijk         | Kärntenring          |
| 54           | 2003       | Zweden             | Uddevalla            |
| 55           | 2003       | Nederland          | Lierop               |
| 56           | 2003       | Duitsland          | Gaildorf             |
| 57           | 2003       | Tsjechië           | Loket                |